# Bistum Kopenhagen (römisch-katholisch)
Das Bistum Kopenhagen (lateinisch Dioecesis Hafniae) ist die einzige katholische Diözese Dänemarks und umfasst das gesamte Königreich Dänemark, einschließlich der Färöer und Grönlands. Es ist flächenmäßig eines der größten Bistümer der Welt. Als exemte Diözese ist es direkt dem Heiligen Stuhl unterstellt. Der Bischofssitz befindet sich in der Hauptstadt Kopenhagen. Diözesanpatron ist der Heilige Ansgar, der Apostel Skandinaviens.

## Geschichte
Das Königreich Dänemark führte 1536 die Reformation ein; die katholischen Bischöfe wurden abgesetzt und durch neue lutherische Superintendenten ersetzt (die im 17. Jahrhundert wieder den Bischofstitel annahmen). Erst im 19. Jahrhundert kamen wieder katholische Missionare des Apostolischen Vikariat des Nordens ins Land und gründeten am 7. August 1868 das Apostolische Vikariat Nordmission, das direkt dem Heiligen Stuhl unterstand und das Gebiet Dänemark umfasste. Dazu kam die Insel Bornholm vom schwedischen Vikariat und Island, Grönland und Färöer aus der Nordpolmission. Schon ein Jahr später wurde es zur Apostolischen Präfektur Dänemark herabgestuft. Am 15. März 1892 wurde die Präfektur zum Apostolischen Vikariat Dänemark erhoben. 1920 kam Nordschleswig von der Apostolischen Präfektur Schleswig-Holstein mit dem Breve Quae catholico an das dänische Vikariat. Am 12. Juni 1923 gab es Island zur Gründung der Apostolischen Präfektur Island ab. Am 29. April 1953 wurde mit der Bulle Certiores facti durch Pius XII. das Bistum Kopenhagen gegründet. Die ca. 35.000 Diözesanen sind überwiegend Einwanderer und deren Nachkommen.

## Grönland
Nach der Chronik des Adam von Bremen von 1076 war Grönland damals schon christlich. Im ersten Viertel des 12. Jahrhunderts existierte ein Bischofssitz in Gardar (heute Igaliku). Das Bistum Garðar wurde 1126 errichtet und 1378 aufgelöst, aber 1996 wiedererrichtet als Titularbistum Gardar. Die Ankunft der Inuit auf Grönland scheint ab 1400 der katholischen Kirche auf der Insel ein Ende gesetzt zu haben. Ab dem 18. Jahrhundert fand eine Neumissionierung durch protestantische Prediger statt. Die rund 300 Katholiken auf Grönland gehören heute zur einzigen katholischen Pfarrei Grönlands, der 1958 gegründeten Pfarrei Christ König in Nuuk. Sie ist die flächenmäßig größte katholische Pfarrei der Welt.

## Färöer
Auf den Färöern leben ungefähr 150 Gläubige aus 23 Nationen.  Ihr Gotteshaus ist die von dem färöischen Architekten Arni Winther entworfene Marienkirche (Mariukirkjan) in Tórshavn.

## Katholische Bischöfe von Kopenhagen

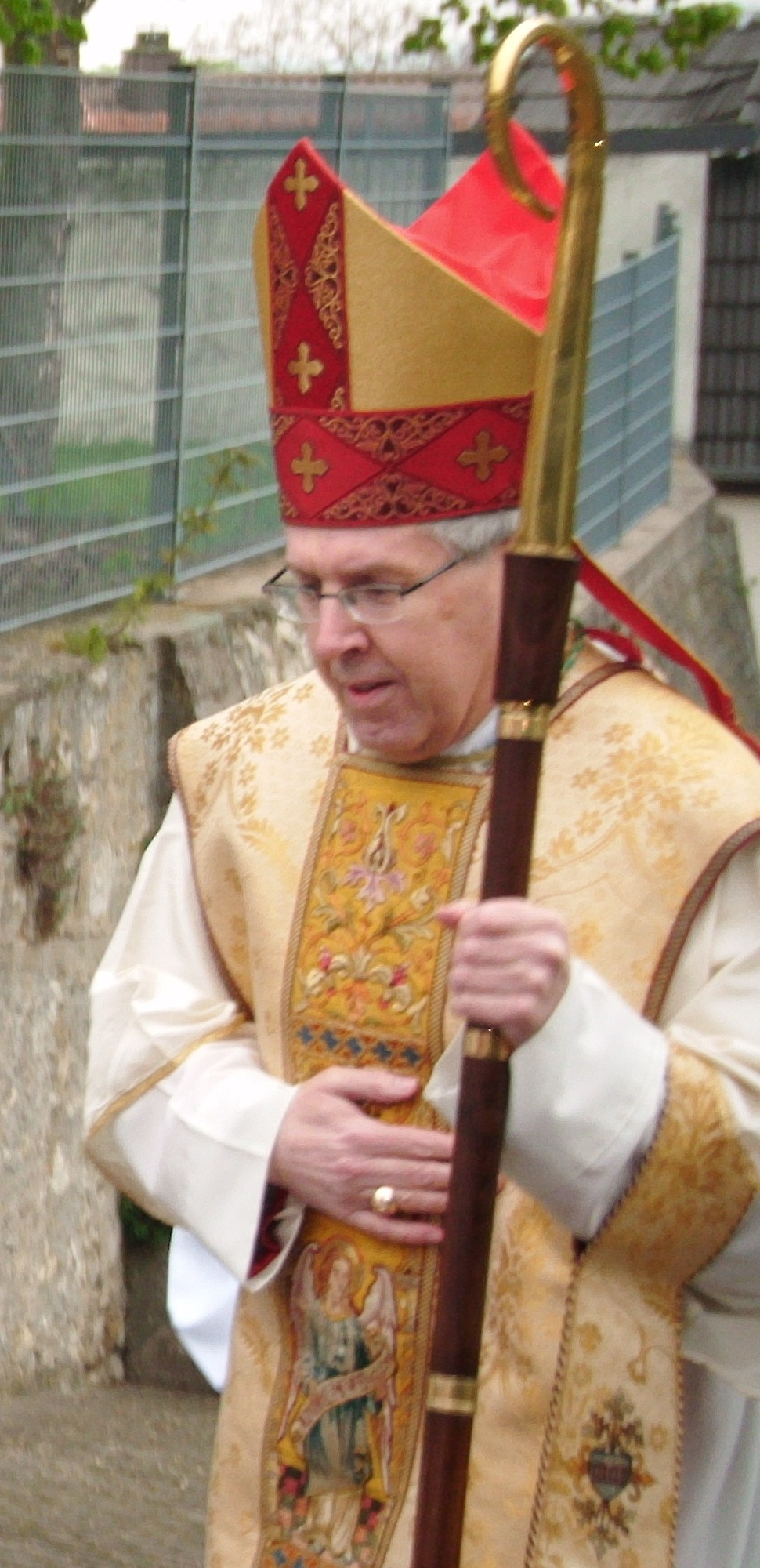
Bischof Czeslaw Kozon

| lfd. Nr. | Bischof               | von               | bis             | Anmerkungen |
| -------- | --------------------- | ----------------- | --------------- | --- |
|          | Johannes von Euch     | 15. März 1892     | 18. März 1922   | Apostolischer Präfekt von Dänemark (1884–1892) Titularbischof von Anastasiopolis (1892–1922) Apostolischer Vikar von Dänemark (1892–1922)                                    |
|          | Josef Ludwig Brems    | 10. Oktober 1922  | 1938            | OPraem Apostolischer Vikar von Dänemark (1922–1938) Titularbischof von Roskilde (1922–1958)                                                                                  |
| 1        | Johannes Theodor Suhr | 13. Dezember 1938 | 6. Oktober 1964 | OSB Apostolischer Vikar von Dänemark (1938–1953) Titularbischof von Balecium (1938–1953) Diözesanbischof von Kopenhagen 1953–1964 Titularbischof von Apisa Maius (1964–1976) |
| 2        | Hans Ludvig Martensen | 22. März 1965     | 22. März 1995   | SJ |
| 3        | Czeslaw Kozon         | 22. März 1995     | –               | |